# Acrocnida brachiata
Espèce
Acrocnida brachiata, Ophiure fouisseuse, est une espèce d'Ophirures - une classe d'Échinodermes proche des étoiles de mer - de la famille des Amphiuridae. Il se rencontre sur les fonds marins du nord-est de l'océan Atlantique et de la Mer du Nord.

## Description
Acrocnida brachiata a un disque plat mesurant jusqu'à 12 mm de diamètre et cinq bras élancés, clairement délimités, mesurant jusqu'à 180 mm de long. L'espèce est de couleur brun grisâtre, avec un disque plus ou moins densément couvert d'écailles. Les écailles sur le bord du disque et sur sa face ventrale s'allongent en tubercules coniques qui peuvent ressembler à des épines. Les épines des bras (jusqu'à 11) sont généralement en forme de tige, parfois aplaties (contrairement à la très proche Acrocnida spatulispina, elles n'ont pas tendance à s'élargir en spatule vers la partie distale). trois crêtes longitudinales sur les plaques ventrales du bras, papille orale distale trilobée ; deux - trois côtes sur le côté abradial de la mâchoire (visibles seulement après dissection).
Cette espèce se distingue des autres espèces similaires par des crêtes longitudinales sur les plaques ventrales à la base des bras, des écailles ventrales portant de petits tubercules et par la présence d'une papille buccale externe assez distincte des papilles appariées à l'intérieur de la bouche.

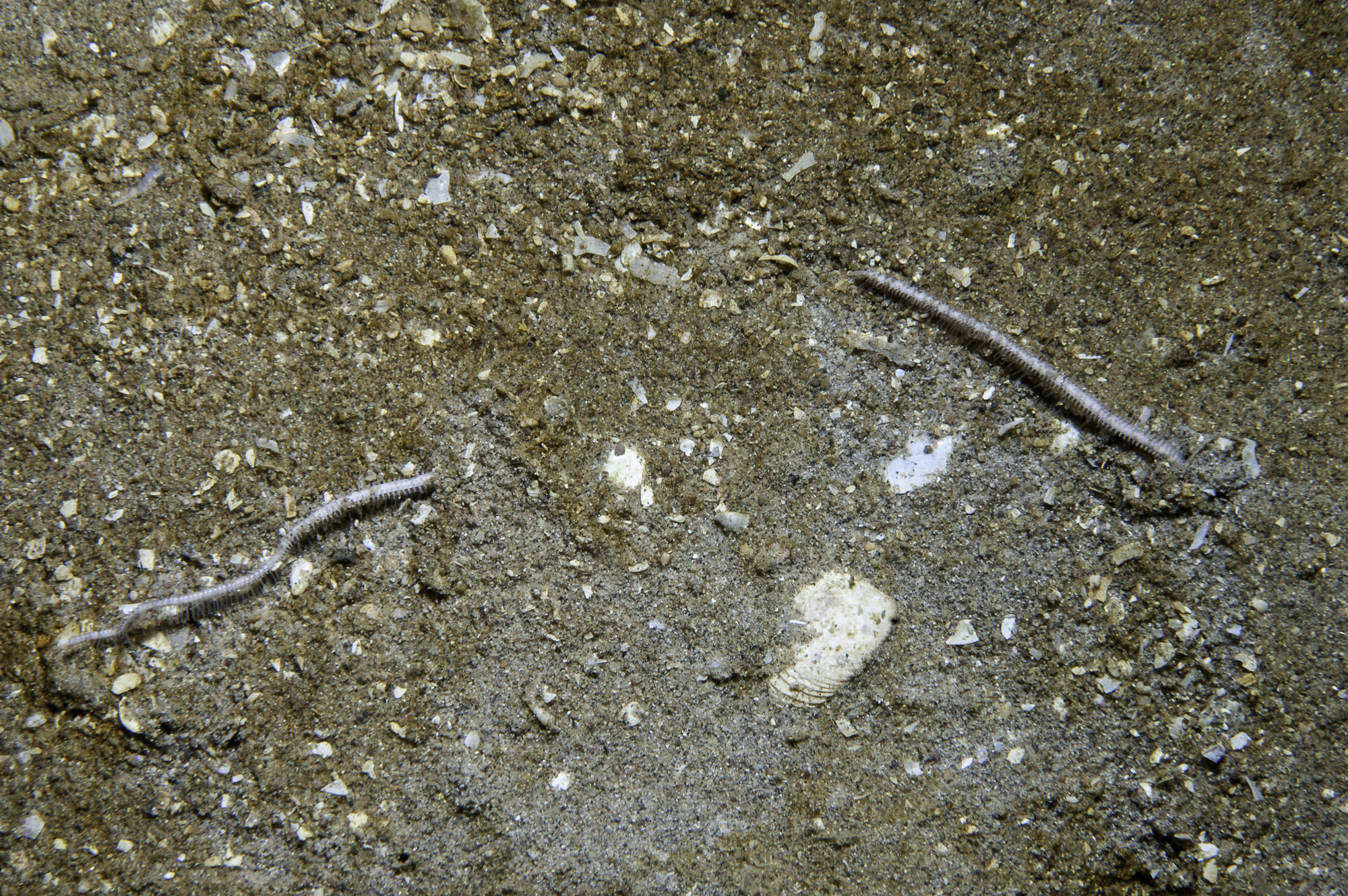
Mode de vie fouisseur
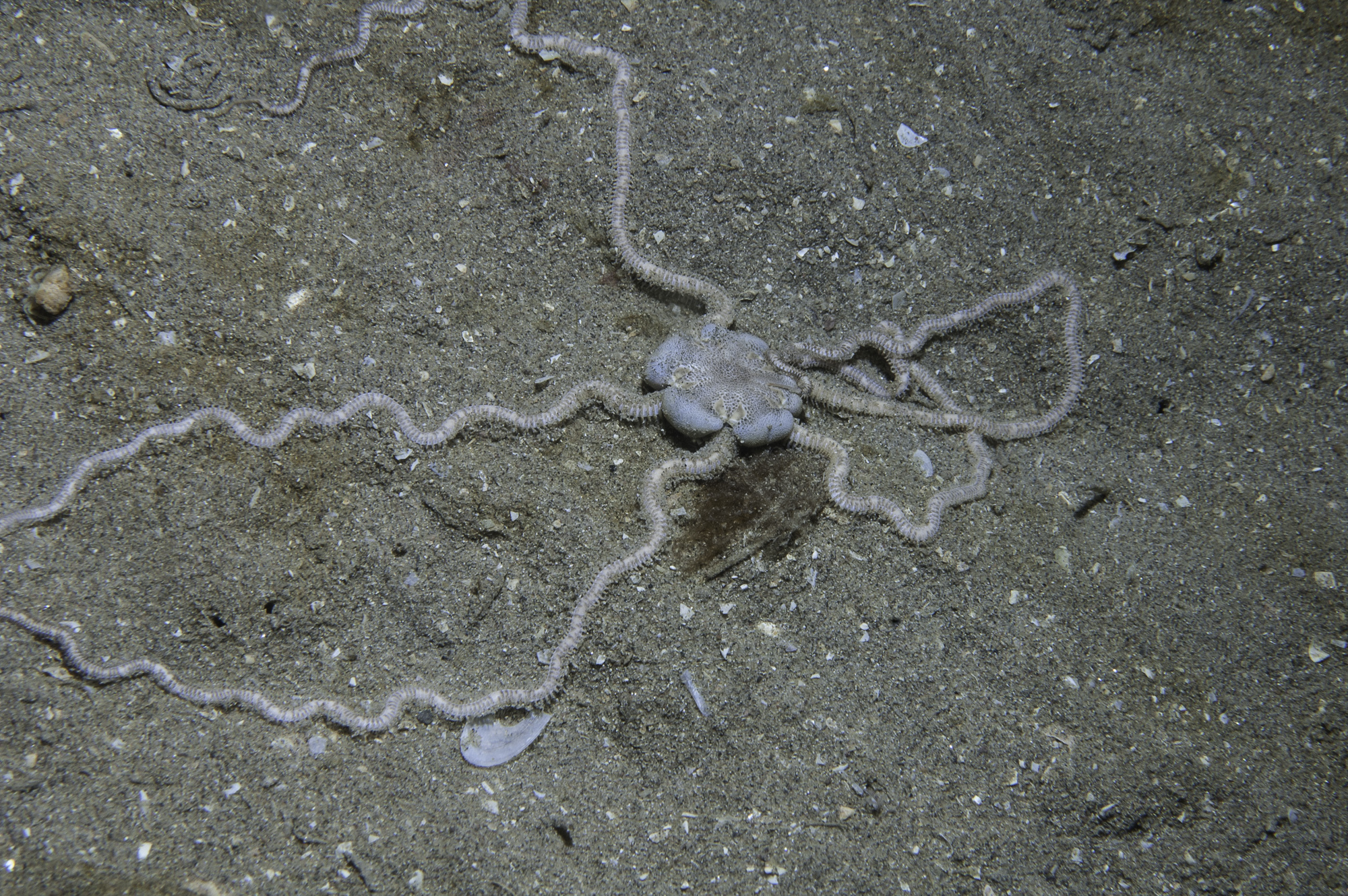
Déterrée

## Distribution et habitat
A. brachiata se rencontre dans le nord-est de l'océan Atlantique et dans la mer du Nord. L'espèce est commune sur les côtes des îles britanniques. Elle est aussi signalée dans la mer de la Manche, en baie de Seine, et jusqu'en Méditerranée.
C'est une espèce benthique, vivant sur des fonds sablonneux et s'enfouissant dans les sédiments. Elle se trouve souvent en association avec l'oursin fouisseur Echinocardium cordatum, communément appelé pomme de terre de mer.

## Taxonomie
Il existe une différence de morphologie entre les populations de la zone intertidale et celles qui vivent dans la zone subtidale. L'étude de ces différences a conduit en 2009 à la description d'une nouvelle espèce Acrocnida spatulispina, par Sabine Stöhr et Delphine Muths, pour les individus des eaux plus profondes. Les Ophiures du genre Acrocnida présentent des affinités morphologiques avec Amphiura chiajei, mais pas avec Amphiura filiformis.